# 石原裕次郎記念館
石原裕次郎記念館（いしはらゆうじろうきねんかん）は、かつて北海道小樽市にあった石原裕次郎に関する記念館。

## 概要
海運会社に勤めていた父親の転勤によって3歳から9歳までを小樽で過ごした昭和の大スター・石原裕次郎ゆかりの品を展示しており、テレビドラマ『西部警察』で使用した車両や映画『黒部の太陽』のセット、石原裕次郎が実際に使用していた愛車やアクセサリー・衣装・洋服などがあった。
閉館後の展示品については、裕次郎愛用のロールス・ロイスを小樽市総合博物館に、裕次郎オリジナルのマンホールを小樽市水道局に、裕次郎に関する書籍類を市立小樽図書館に、ヨットを小樽港マリーナに寄贈する。また、「西部警察」などに使われたフィルムカメラを小樽市役所にて保管する方針を決めている。また長野県の大町市プロモーション委員会の要請で「黒部の太陽」セットは2018年より舞台となった黒部ダムの新展望広場にて展示されている。

## 沿革
- 1991年（平成03年） - 「石原裕次郎記念館」を開館。
- 1999年（平成11年） - マイカル小樽（現在のウイングベイ小樽）にテーマパーク「石原プロワールド・西部警察」を開園（2001年閉鎖）。
- 2008年（平成20年） - 運営会社の「株式会社石原裕次郎記念館」が親会社の「石原プロモーション」と合併[9]。
- 2012年（平成24年） - 小樽運河・浅草橋街園向かいに「自分で撮るおもしろ撮影館」を開館（2014年閉館）[10]。
- 2014年（平成26年） - 「友の会」を発足[11]。
- 2016年（平成28年） - 2017年8月末での閉館を発表[12]。
- 2017年（平成29年） - 入場者が減少し、館内の老朽化もあり閉館[4][13]。なお閉館日には、裕次郎の妻・まき子夫人をはじめ、舘ひろし・神田正輝など石原プロの関係者などが駆け付けた。同年11月、建物を解体[14]。